# Interestatal 270 (Illinois-Misuri)
La Interestatal 270 (abreviada I-270) es una autopista interestatal ubicada en los estados de Illinois y Misuri. La autopista inicia en el sur desde laI 55  , I 255   en Mehlville hacia el este en laI 55  , I 70   cerca de Troy. La autopista tiene una longitud de 81.42 km (50.59 mi).

## Mantenimiento
Al igual que las carreteras estatales, las carreteras federales, la Interestatal 270 es administrada y mantenida por el Departamento de Transporte de Illinois por sus siglas en inglés IDOT.

## Cruces
La Interestatal 270 es atravesada principalmente por las siguientes autopistas:

 I 44  US 50  MO 366  en Sunset Hills, MO
 US 40  US 61  I 64  en Town and Country, MO
 I 70  en Bridgeton, MO
 US 67  en Hazelwood, MO
 I 170  en Hazelwood, MO
 I 255  IL 255  cerca de Pontoon Beach, IL.